# Ramequin (plat)
Pour les articles homonymes, voir Ramequin.

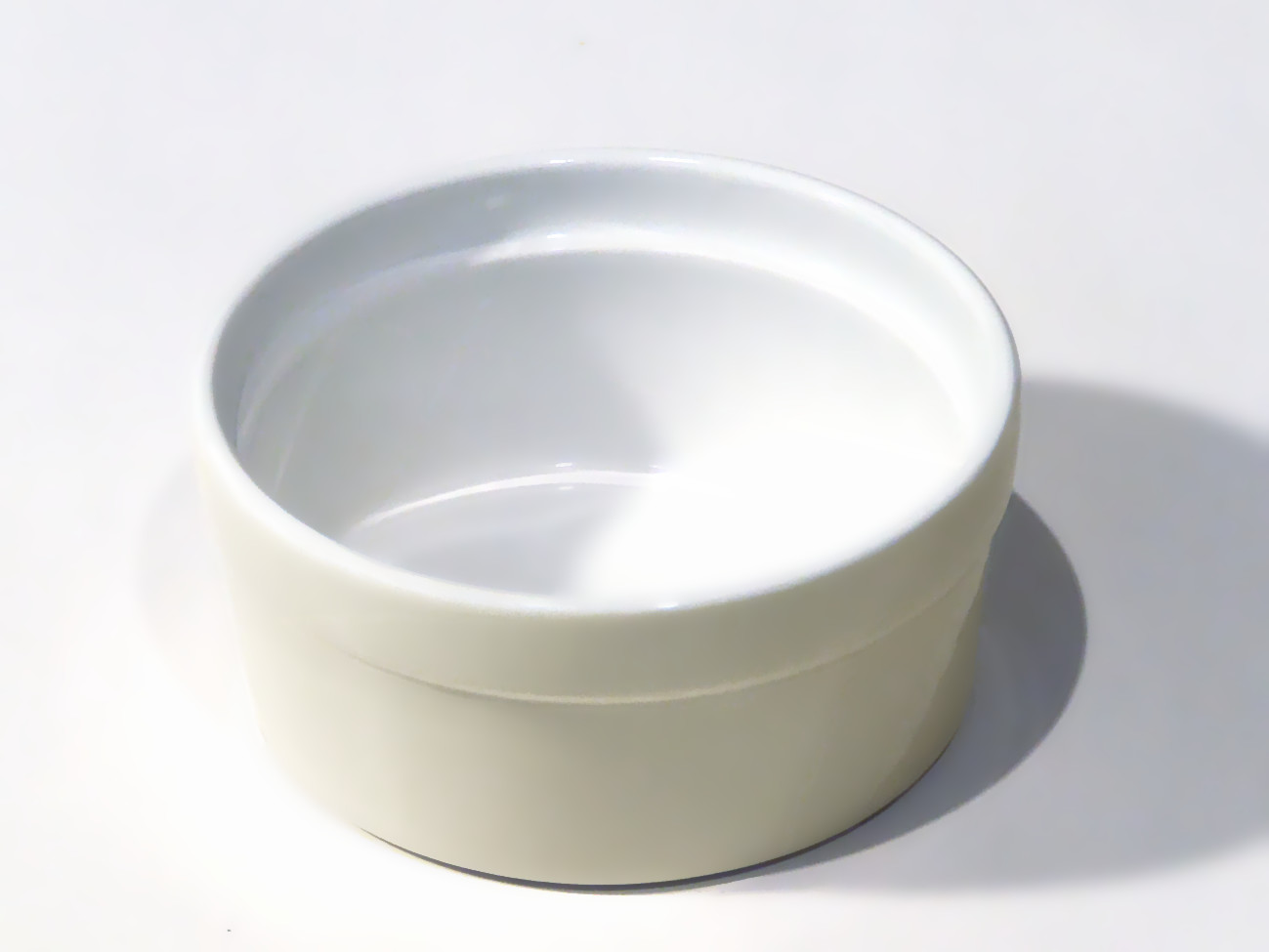
Un ramequin ordinaire

Un ramequin est un petit plat, en porcelaine, en verre ou en terre cuite, utilisé pour la cuisson au four ou au bain-marie. Il permet de cuire des repas individuels. Il tient son nom d'une tartelette garnie d'une crème au fromage.

## Origine
Le ramequin tire son nom du mot néerlandais rammeken (diminutif de « ram », cf. l'allemand Rahm « crème »), qui désignait une petite pâtisserie chaude à base de fromage toujours populaire en Suisse sous le nom de "ramequin au fromage". Par métonymie, le mot en est venu à désigner le récipient où l'on cuit de la crème fromagée, puis par extension, un plat que l'on utilise pour cuire, au four ou au bain-marie, des œufs et toutes préparations, crèmes ou entremets. 
Il ne doit pas être confondu avec le ravier, petit plat de forme allongée dans lequel on sert des hors-d'œuvre.

## Plats se fabriquant dans des ramequins
- Soufflé
- Crème brûlée
- Œufs cocotte